# Tevragh Zeina
Tevragh Zeina är ett departement i Mauretanien. Det ligger i regionen Nouakchott-Ouest, i den västra delen av landet.